# Liste von Denkmälern in Bern
Diese Seite gibt einen Überblick über Denkmäler im engeren Sinne in Bern, also über Bauwerke, Skulpturen, Plastiken und dergleichen im Stadtgebiet von Bern, die an bestimmte Personen, Personengruppen oder Ereignisse erinnern.
Diese Seite enthält nicht:
- Kunstwerke, die nicht dem Gedenken an bestimmte Personen, Personengruppen oder Ereignisse dienen
- Objekte, die unter Denkmalschutz stehen und daher ebenfalls als Denkmäler bezeichnet werden
- Stolpersteine (siehe hierfür die Liste der Stolpersteine in Bern)

## Liste
| Bild | Name                   | erinnert an                                                                 | Einweihung / Platzierung | Künstler               | Stadtteil                   | Standort                          |
| ---- | ---------------------- | --------------------------------------------------------------------------- | ------------------------ | ---------------------- | --------------------------- | --------------------------------- |
|      | Zähringerdenkmal       | Berthold V. von Zähringen (ca. 1160–1218), letzter Herzog der Zähringer     | 1847                     | Karl Emanuel Tscharner | I. Innere Stadt             | Nydeggkirche                      |
|      | Erlach-Denkmal         | Rudolf von Erlach (14. Jh.), Feldherr in der Schlacht bei Laupen            | 1849                     | Joseph Simon Volmar    | I. Innere Stadt             | Grabenpromenade                   |
|      | Niggeler-Denkmal       | Johannes Niggeler (1816–1887), Lehrer, «Turnvater der Schweiz»              | 1891                     | Karl Alfred Lanz       | I. Innere Stadt             | Kleine Schanze                    |
|      | Bubenberg-Denkmal      | Adrian Bubenberg (1434–1479), Feldherr in den Burgunderkriegen              | 1897                     | Max Leu                | I. Innere Stadt             | Hirschengraben                    |
|      | Weltpostdenkmal        | Weltpostverein                                                              | 1909                     | René de Saint-Marceaux | I. Innere Stadt             | Kleine Schanze                    |
|      | Widmannbrunnen         | Joseph Victor Widmann (1842–1911), Schriftsteller und Journalist            | 1923                     | Hermann Haller         | I. Innere Stadt             | Hirschengraben                    |
|      | Stämpfli-Denkmal       | Jakob Stämpfli (1820–1879), Politiker (u. a. Bundesrat)                     | 1884                     | Karl Alfred Lanz       | II. Länggasse-Felsenau      | Hauptgebäude der Universität Bern |
|      | Haller-Denkmal         | Albrecht von Haller (1708–1777), Universalgelehrter, Naturforscher, Dichter | 1908                     | Hugo Siegwart          | II. Länggasse-Felsenau      | Hauptgebäude der Universität Bern |
|      | Soldatendenkmal        | Aktivdienst in den beiden Weltkriegen                                       | 1964                     | Max Fueter             | II. Länggasse-Felsenau      | Engepromenade                     |
|      | Kocher-Denkmal         | Theodor Kocher (1841–1917), Chirurg, Nobelpreisträger                       | 1927                     | Karl Hänny             | III. Mattenhof-Weissenbühl  | Inselspital, Anna-Seiler-Haus     |
|      | Kocher-Denkmal         | Theodor Kocher (1841–1917), Chirurg, Nobelpreisträger                       | 1944                     | Max Fueter             | III. Mattenhof-Weissenbühl  | Kocherpark                        |
|      | Anna-Seiler-Denkmal    | Anna Seiler (14. Jh.), Stifterin des Inselspitals                           | 1975                     | Eleonore von Mülinen   | III. Mattenhof-Weissenbühl  | Inselspital, Wilhelm-Fabry-Haus   |
|      | Welttelegrafen-Denkmal | Welttelegrafenverein                                                        | 1922                     | Giuseppe Romagnoli     | IV. Kirchenfeld-Schosshalde | Helvetiaplatz                     |
|      | Gotthelf-Denkmal       | Jeremias Gotthelf (1797–1854), Schriftsteller                               | 1937                     | Arnold Huggler         | IV. Kirchenfeld-Schosshalde | Rosengarten                       |
|      | Bolívar-Denkmal        | Simón Bolívar (1783–1830), südamerikanischer Unabhängigkeitskämpfer         | 1953                     | Carlo Pini             | IV. Kirchenfeld-Schosshalde | Sitz des Weltpostvereins          |